# مركز المرأة للمساعدة القانونية والاستشارات
مركز المرأة للإرشاد القانوني والاجتماعي هو منظمة فلسطينية مستقلة غير ربحية وغير حكومية تعمل في القدس الشرقية وفي جميع أنحاء الضفة الغربية. تأسس مركز المرأة للإرشاد القانوني والاجتماعي في عام 1991 على يد مها أبو دية، ويتمتع بوضع استشاري خاص لدى المجلس الاقتصادي والاجتماعي التابع للأمم المتحدة.
يعالج مركز المرأة للإرشاد القانوني والاجتماعي قضايا العنف القائم على النوع الاجتماعي في فلسطين من خلال البحث واقتراح التشريعات والمساعدة القانونية والاستشارات الاجتماعية وخدمات الحماية لتحسين ظروف المرأة في جميع أنحاء المنطقة.
ترأست رندا سنيورة حاليا مركز المرأة للإرشاد القانوني والاجتماعي، وهو يقدم الدعم والمساعدة للنساء في جميع أنحاء فلسطين. في إطار معالجة قضايا قتل النساء، والطلاق من جانب واحد، والتمييز على أساس النوع الاجتماعي، والقضايا الخاصة بالنوع الاجتماعي، يوفر مركز المرأة للإرشاد القانوني والاجتماعي للرجال والنساء الفلسطينيين إمكانية الوصول إلى النظام القانوني والموارد التعليمية.

## تاريخ
على الرغم من أن أصول مركز المرأة للإرشاد القانوني والاجتماعي تعود إلى عام 1921 عندما تأسس أول اتحاد نسائي في القدس وبدأت النشاط النسوي المنظم للنساء الفلسطينيات، إلا أن صعود الحركة النسائية الفلسطينية المستقلة في التسعينيات أشعل شرارة إنشاء مركز المرأة للإرشاد القانوني والاجتماعي خلال فترة حيث وجد الفكر النسوي ونشاط المرأة موطئ قدم جديد. وشهدت الفترة من أواخر الثمانينيات وحتى التسعينيات أيضًا موجة كبيرة من إنشاء المنظمات غير الحكومية في فلسطين. منذ بدايتها، عملت WCLAC في وقت واحد كمنظمة غير حكومية ومنظمة نسوية في وقت كان فيه كلاهما يتزايدان في العدد.
في الوقت الذي بدأ فيه التمييز والعنف القائم على النوع الاجتماعي يجذبان اهتمامًا عالميًا، أنشأ مركز المرأة للإرشاد القانوني والاجتماعي برلمانه النموذجي: وهي حملة وطنية أطلقت في عام 1998 في جميع أنحاء فلسطين لضمان التشريع لحماية حقوق المرأة ومشاركتها على قدم المساواة في المجتمع المدني. بهدف رفع الوعي العام من خلال وسائل الإعلام وممارسة الضغط، خططت مؤسسة المرأة للإرشاد القانوني والاجتماعي لاستضافة خمسة برلمانات نموذجية متميزة في خمس مدن مختلفة في جميع أنحاء فلسطين. وكان تركيزهم منصبا على تعبئة وتثقيف جميع أفراد المجتمع بما في ذلك الرجال. وقد تواصلوا مع العديد من المنظمات النسائية للتعاون، وأنشأوا دليلاً لأساليب التنظيم والضغط، وقدموا ورش عمل حول هذه الأساليب. وقد دفع البرلمان النموذجي نحو تحقيق "المساواة الكاملة" للمرأة، وتأسيس نهج ديمقراطي للتغيير القانوني.
وبما أن المشروع تحدث ضد الطلاق من جانب واحد والعنف القائم على النوع الاجتماعي، فقد واجه المشروع ردود فعل عنيفة من رجال الدين في المؤسسة الإسلامية في فلسطين، وحماس، ونشطاء الطبقة المتوسطة، مما أدى إلى تقليص نطاق مركز المرأة للإرشاد القانوني والاجتماعي. وقد قامت هذه المجموعات بتصوير النساء في المنظمة على أنهن أقلية غير مسلمة تجبر النساء على تطليق أزواجهن، مما أدى إلى دفع مركز المرأة للإرشاد القانوني والاجتماعي إلى خارج المدن التي تطبق الشريعة. كما جعلت هذه المجموعات من المستحيل على القيادات النسائية في مركز المرأة للإرشاد القانوني والاجتماعي، وبعضهن محاميات، ممارسة القانون في المحاكم الشرعية.
وعلى الرغم من هذه الانتقادات، فقد أدى البرلمان النموذجي إلى محادثات أوسع نطاقاً حول ضرورة وجود برامج قانونية واجتماعية لدعم المرأة في جميع أنحاء الأراضي الفلسطينية. لقد وضع البرلمان مركز المرأة للإرشاد القانوني والاجتماعي في طليعة الخطاب العام المحيط بحقوق المرأة وقضايا النوع الاجتماعي في فلسطين.

## التشريع والبحث: الاستجابة للعنف القائم على النوع الاجتماعي

### البحث الموجه نحو العمل
مع ملاحظة زيادة جرائم قتل النساء وجرائم الشرف، حدد مركز المرأة للإرشاد القانوني والاجتماعي حالات محددة تم تصنيفها وإخفائها على أنها حوادث. في أعقاب قضية جريمة القتل بدافع الشرف التي راحت ضحيتها آية البراضعية والتي حكم فيها على الجاني بالسجن سبعة أشهر، تزايد الاهتمام الوطني بالقوانين التي تفشل في فرض المساواة بين الجنسين في فلسطين. ومن خلال متابعة هذه الحالات، حاول قادة مركز المرأة للارشاد القانوني والاجتماعي تغيير هذه التفاوتات القائمة على النوع الاجتماعي والنضال من أجل تحقيق العدالة للنساء اللاتي قُتلن من أجل الدفاع عن شرف العائلة.
من خلال استخدام أسلوب البحث الموجه نحو العمل والذي يقوم بتحليل البيانات من أجل تحديد الجرائم بشكل صحيح وصحيح وتوليد الوعي، يقوم مركز المرأة للقانون والعدالة بإجراء مشاريع بحثية حول جرائم الشرف وقتل الإناث. من خلال استطلاع رأي ركز على جرائم الشرف، طلب المركز من النساء تحديد هوية مرتكبي جرائم الشرف المحتملين من أجل الحصول على عدد الحالات المباشر والمحدث وغيرها من البيانات حول هذا الموضوع.

### تشريع
قدم مركز المرأة للإرشاد القانوني والاجتماعي بيانات إلى الأمم المتحدة حول الآثار غير المتناسبة للعنف والتشريعات على المرأة بالاستعانة بالبيانات التي جمعها الجهاز المركزي للإحصاء الفلسطيني. ولاحظ مركز المرأة للإرشاد القانوني والاجتماعي الفجوات بين عدد النساء والمشاركة السياسية للمرأة، فلفت الانتباه الدولي إلى الإجراءات الحكومية التي أعاقت المشاركة السياسية للمرأة في جميع أنحاء فلسطين. وفي أعقاب تصديق البلاد على اتفاقية الأمم المتحدة للقضاء على جميع أشكال التمييز ضد المرأة، أكد مركز المرأة للإرشاد القانوني والاجتماعي أن الحكومة الفلسطينية فشلت في جعل التشريعات في البلاد تتفق مع المعايير الدولية. من خلال الدعوة إلى سياسة تدعو حكومة البلاد إلى تعزيز الحوار حول أجندة المرأة، واصل مركز المرأة للإرشاد القانوني والاجتماعي تثقيف الجمهور وتوفير الوصول إلى الأنظمة القانونية في البلاد.
استمرارًا لعمله من خلال جمع البيانات السنوية عن جرائم قتل النساء وجرائم الشرف في فلسطين، قام مركز المرأة للإرشاد القانوني والاجتماعي بتتبع البيانات عن جرائم قتل النساء وجرائم الشرف ضد النساء الفلسطينيات المتزوجات والأمهات والنساء غير المتزوجات. وفي إطار التصدي لهذا العنف، دعا مركز المرأة للإرشاد القانوني والاجتماعي في عام 2020 إلى إلغاء قوانين الأحوال الشخصية التي تميز ضد المرأة في الزواج ورعاية الأطفال والميراث. وطالبت اللجنة بإنهاء الطلاق من جانب واحد وحماية المرأة في الأسرة، وحثت على إقرار مشروع قانون حماية الأسرة على الفور لحماية المرأة الفلسطينية في المنزل.

## معالجة القضايا الجنسانية الخاصة بالاحتلال الإسرائيلي
في السنوات الأخيرة، تحدث مركز المرأة للإرشاد القانوني والاجتماعي بشكل متزايد عن زيادة عسكرة الاحتلال الإسرائيلي والطرق المتعددة التي أثرت بها على النساء الفلسطينيات. قدمت المنظمة بيانات إلى الأمم المتحدة لحثها على دعم التحقيقات في الانتهاكات المرتكبة ضد الفلسطينيين بما في ذلك الحصار غير القانوني وسياسة الإغلاق على غزة التي تنتهجها إسرائيل. وأشاروا إلى أن الحصار أدى إلى ظروف غير إنسانية اعتبرتها الأمم المتحدة غير صالحة للسكن البشري. في أعقاب الهجمات العسكرية الشاملة التي شنتها إسرائيل في مايو/أيار 2021 ضد غزة، تحدثت المجموعة ضد الغارات الجوية في المناطق المليئة بالمدنيين، واستهداف المدنيين عمدًا في منازلهم، وتدمير البنية التحتية العامة التي أدت إلى مقتل 260 فلسطينيًا وإصابة أكثر من 1900 فلسطيني في غزة.
كما سلط مركز المرأة للإرشاد القانوني والاجتماعي الضوء على ما تحمله هذه الانتهاكات من آثار على النساء المقيمات في غزة. وأكدن أن النساء في غزة يقمن بدور مقدمي الرعاية، وأوضحن أن تدمير البنية التحتية والعسكرة تركا غالبية الأطفال المصابين والمصابين بالصدمات دون مأوى. وأشارت اللجنة النسائية للإرشاد القانوني والاجتماعي إلى العبء الجديد الذي يقع على عاتق النساء، حيث أصبحت مسؤولية رعاية هؤلاء الأطفال تقع على عاتق النساء. مع تسليط الضوء على الإساءة اللفظية والجنسية التي تعاني منها النساء الفلسطينيات تحت الاحتلال الإسرائيلي، سلط مركز المرأة للإرشاد القانوني والاجتماعي الضوء أيضًا على قضايا أخرى تتعلق بالاحتلال وتتعلق بالجنسين. وكرد فعل سياسي على تجارب هؤلاء النساء، دعا مركز المرأة للإرشاد القانوني والاجتماعي إلى إنهاء ثقافة الإفلات من العقاب - التي تفشل في تقديم مرتكبي انتهاكات حقوق الإنسان إلى العدالة، ومحاكمة المستوطنين الإسرائيليين، والمطالبة بأن تنهي إسرائيل الحصار المفروض على غزة، ودعم أعضاء مجلس حقوق الإنسان للعدالة والمساءلة، ودعم وتسهيل ولاية لجنة التحقيق، ودعا الدول الثالثة إلى فرض عقوبات وتدابير أخرى خطيرة لمحاسبة إسرائيل على استخدام الأسلحة المتفجرة. في معرض مناقشة الانتهاكات المحددة للاحتلال الإسرائيلي في عام 2021، تحدث مركز المرأة للإرشاد القانوني والاجتماعي عن الالتزامات القانونية للاحتلال الإسرائيلي بموجب اتفاقية جنيف الرابعة، مشيرًا إلى الفشل في ضمان الوصول إلى الرعاية الصحية والغذاء والإمدادات الطبية إلى جانب الفشل في الحفاظ على الصرف الصحي العام أثناء الاحتلال.
كما نجح مركز المرأة للإرشاد القانوني والاجتماعي في تأمين التمويل اللازم لإنشاء ملجأ في بيت لحم، يوفر المأوى للنساء والأطفال الهاربين من العنف القائم على النوع الاجتماعي نتيجة لزيادة عسكرة الاحتلال الإسرائيلي. وقد أدت مذكرة التفاهم مع وزارة الشؤون الاجتماعية إلى تشغيل ملجأ طوارئ في إحدى مدن الضفة الغربية.